# Craniocystis
Craniocystis, monotipski rod zelenih algi iz porodice Characiaceae. Taksonomski je priznat, a jedina vrsta je slatkovodna alga C. bipes